# Ivan Pokrovski
Ivan Mikhaïlovitch Pokrovski (en russe : Иван Михайлович Покровский, né en 1865 et mort à une date inconnue) est un écrivain et professeur d'histoire de l'Église orthodoxe russe à l'Académie théologique de Kazan. 

## Carrière
Ivan Pokrovski est né en 1865 et diplômé de l'Académie théologique de Kazan.
C'est le seul historien des XIXe et XXe siècles, selon Igor Smolitsch, à avoir entrepris un travail de cartographie ecclésiastique pour la Russie

## Œuvres
- Rousskaïa eparkhia v XVI-XIX vv [Les diocèses de Russie du XIVe siècle au XIXe siècle], Kazan, 1897-1913
- Kazanski arkhiereïski dom, ego sredstva i chtati, preïmychtchestvenno do 1764 goda. Tserkovnoarkheologuitcheskie, istoritcheskie i ekonomitcheskie issledovania [L'archevêché de Kazan, ses ressources et son personnel, principalement jusqu'en 1763. Étude d'archéologie, d'histoire et d'économie ecclésiastique], Kazan, 1906 (thèse de doctorat).